# 默认选项
默认选项（Default），又称缺省值，是一種電腦術語，指在无决策者干预情况下，对于决策或應用軟體、電腦程序的系统参数的自动选择。默认選項的設計可以在使用者不須決策的狀況下就可以基礎地使用上述的軟體與程式。